# Spybot - Search & Destroy
Spybot - Search & Destroy (ofta Spybot-S&D), är ett datorprogram som letar reda på och tar bort spion- och annonsprogram. Spybot hindrar även spion- och annonsprogram innan de når datorn. Spybot kan visa vilka program som startas då Windows startas upp. Detta gör att man kan stoppa oönskade program. Programmet kan köras på Windows 95 och framåt. Spybot är gratis och licensierat som gratisprogram.
Spybot är skrivet av den tyska programutvecklaren Patrick Michael Kolla. Han började utveckla programmet år 2000. Då var programmet enbart tänkt att avlägsna programmen Aureate/Radiate och Conducent TimeSink, två av de första exemplen på annonsprogram.